# 千幸兵衛
千 幸兵衛（せんの　こうべい）は戦国時代の茶人。千利休の弟子。
小麦粉と砂糖を使った焼き菓子を考案したことから、利休から「千」の姓を名乗る事を許され、のちに「せんべい（煎餅）」の名の由来になったという説がある。他説には「煎った餅」が変化したというものもあり、はっきりとはわかっていない。